# Golden Globe 1973
La 30ª edizione della cerimonia di premiazione di Golden Globe si è tenuta il 28 gennaio 1973 al Century Plaza Hotel di Beverly Hills, California.
Kelley Miles, figlia di Vera Miles, è stata la Golden Globe Ambassador dell'edizione.

## Premi per il cinema
Vengono di seguito indicati in grassetto i vincitori. Ove ricorrente e disponibile, viene indicato il titolo in lingua italiana e quello in lingua originale tra parentesi.

### Miglior film drammatico
- Il padrino (The Godfather), regia di Francis Ford Coppola
- Un tranquillo weekend di paura (Deliverance), regia di John Boorman
- Frenzy (Frenzy), regia di Alfred Hitchcock
- L'avventura del Poseidon (The Poseidon Adventure), regia di Ronald Neame
- Gli insospettabili (Sleuth), regia di Joseph L. Mankiewicz

### Miglior film commedia o musicale
- Cabaret (Cabaret), regia di Bob Fosse
- 1776 (1776), regia di Peter H. Hunt
- Che cosa è successo tra mio padre e tua madre? (Avanti!), regia di Billy Wilder
- Le farfalle sono libere (Butterflies Are Free), regia di Milton Katselas
- In viaggio con la zia (Travels with My Aunt), regia di George Cukor

### Miglior regista
- Francis Ford Coppola - Il padrino (The Godfather)
- Billy Wilder - Che cosa è successo tra mio padre e tua madre? (Avanti!)
- Bob Fosse - Cabaret (Cabaret)
- John Boorman - Un tranquillo weekend di paura (Deliverance)
- Alfred Hitchcock - Frenzy (Frenzy)

### Miglior attore in un film drammatico
- Marlon Brando - Il padrino (The Godfather)
- Jon Voight - Un tranquillo weekend di paura (Deliverance)
- Al Pacino - Il padrino (The Godfather)
- Michael Caine - Gli insospettabili (Sleuth)
- Laurence Olivier - Gli insospettabili (Sleuth)

### Migliore attrice in un film drammatico
- Liv Ullmann - Karl e Kristina (Utvandrarna)
- Joanne Woodward - Gli effetti dei raggi gamma sui fiori di Matilda (The Effect of Gamma Rays on Man-in-the-Moon Marigolds)
- Diana Ross - La signora del blues (Lady Sings the Blues)
- Trish Van Devere - Una donna in attesa di divorzio (One Is a Lonely Number)
- Tuesday Weld - Play It As It Lays (Play It As It Lays)
- Cicely Tyson - Sounder (Sounder)

### Miglior attore in un film commedia o musicale
- Jack Lemmon - Che cosa è successo tra mio padre e tua madre? (Avanti!)
- Edward Albert - Le farfalle sono libere (Butterflies Are Free)
- Charles Grodin - Il rompicuori (The Heartbreak Kid)
- Peter O'Toole - L'uomo della Mancha (Man of La Mancha)
- Walter Matthau - Un marito per Tillie (Pete 'n' Tillie)

### Migliore attrice in un film commedia o musicale
- Liza Minnelli - Cabaret (Cabaret)
- Juliet Mills - Che cosa è successo tra mio padre e tua madre? (Avanti!)
- Goldie Hawn - Le farfalle sono libere (Butterflies Are Free)
- Carol Burnett - Un marito per Tillie (Pete 'n' Tillie)
- Maggie Smith - In viaggio con la zia (Travels with My Aunt)

### Miglior attore non protagonista
- Joel Grey - Cabaret (Cabaret)
- Clive Revill - Che cosa è successo tra mio padre e tua madre? (Avanti!)
- James Caan - Il padrino (The Godfather)
- James Coco - L'uomo della Mancha (Man of La Mancha)
- Alec McCowen - In viaggio con la zia (Travels with My Aunt)

### Migliore attrice non protagonista
- Shelley Winters - L'avventura del Poseidon (The Poseidon Adventure)
- Marisa Berenson - Cabaret (Cabaret)
- Jeannie Berlin - Il rompicuori (The Heartbreak Kid)
- Helena Kallianiotes - La bomba di Kansas City (Kansas City Bomber)
- Geraldine Page - Un marito per Tillie (Pete 'n' Tillie)

### Migliore attore debuttante
- Edward Albert - Le farfalle sono libere (Butterflies Are Free)
- Michael Sacks - Mattatoio 5 (Slaughterhouse-Five)
- Kevin Hooks - Sounder (Sounder)
- Frederic Forrest - Quando le leggende muoiono (When the Legends Die)
- Simon Ward - Gli anni dell'avventura (Young Winston), regia di Richard Attenborough

### Migliore attrice debuttante
- Diana Ross - La signora del blues (Lady Sings the Blues)
- Marisa Berenson - Cabaret (Cabaret)
- Mary Costa - Il grande valzer (The Great Waltz)
- Victoria Principal - L'uomo dai sette capestri (The Life and Times of Judge Roy Bean)
- Madeline Kahn - Ma papà ti manda sola? (What's Up, Doc?)
- Sian Barbara Allen - A un passo dalla morte (You'll Like My Mother)

### Migliore sceneggiatura
- Mario Puzo e Francis Ford Coppola - Il padrino (The Godfather)
- I. A. L. Diamond e Billy Wilder - Che cosa è successo tra mio padre e tua madre? (Avanti!)
- Jay Presson Allen - Cabaret (Cabaret)
- James Dickey - Un tranquillo weekend di paura (Deliverance)
- Anthony Shaffer - Frenzy (Frenzy)
- Neil Simon - Il rompicuori (The Heartbreak Kid)

### Migliore colonna sonora originale
- Nino Rota - Il padrino (The Godfather)
- Ron Goodwin - Frenzy (Frenzy)
- Quincy Jones - Getaway, il rapinatore solitario (The Getaway)
- Michel Legrand - La signora del blues (Lady Sings the Blues)
- John Williams - L'avventura del Poseidon (The Poseidon Adventure)

### Migliore canzone originale
- Ben, musica di Walter Scharf, testo di Don Black - Ben (Ben)
- Carry Me, musica di Bob Alcivar, testo di Randy McNeill - Le farfalle sono libere (Butterflies Are Free)
- Mein Herr, musica di John Kander, testo di Fred Ebb - Cabaret (Cabaret)
- Money, Money, musica di John Kander, testo di Fred Ebb - Cabaret (Cabaret)
- Dueling Banjos, musica di Arthur Smith, adattamento di Steve Mandel e Eric Weissberg- Un tranquillo weekend di paura (Deliverance)
- Marmalade, Molasses & Honey, musica di Maurice Jarre, testo di Marilyn Bergman e Alan Bergman - L'uomo dai sette capestri (The Life and Times of Judge Roy Bean)
- Take Me Home, musica di Johnny Mandel, testo di Marilyn Bergman e Alan Bergman - Molly and Lawless John (Molly and Lawless John)
- The Morning After, musica e testo di Al Kasha e Joel Hirschhorn - L'avventura del Poseidon (The Poseidon Adventure)

### Miglior film straniero in lingua inglese
- Gli anni dell'avventura (Young Winston), regia di Richard Attenborough
- Images (Images), regia di Robert Altman
- Vivere in libertà (Living Free), regia di Jack Couffer
- La classe dirigente (The Ruling Class), regia di Peter Medak
- X Y e Zi (Zee and Co.), regia di Brian G. Hutton

### Miglior film straniero in lingua straniera
- La nuova terra (Nybyggarna), regia di Jan Troell (Svezia)
- Karl e Kristina (Utvandrarna), regia di Jan Troell (Svezia)
- Il fascino discreto della borghesia (Le charme discret de la bourgeoisie), regia di Luis Buñuel (Francia)
- Espejismo (Espejismo), regia di Armando Robles Godoy (Perù)
- Roma, regia di Federico Fellini (Italia)
- Sussurri e grida (Viskiningar och rop), regia di Ingmar Bergman (Svezia)

### Miglior documentario
- Elvis on Tour (Elvis on Tour), regia di Robert Abel e Pierre Adidge
- Walls of Fire (Walls of Fire), regia di Herbert Kline e Edmund Penney
- Marjoe (Marjoe), regia di Sarah Kernochan e Howard Smith
- Russia (Russia ), regia di Theodore Holcomb e Kira Muratova
- Sapporo Orinpikku (Sapporo Orinpikku), regia di Masahiro Shinoda

## Premi per la televisione
Vengono di seguito indicati in grassetto i vincitori. Ove ricorrente e disponibile, viene indicato il titolo in lingua italiana e quello in lingua originale tra parentesi.

### Miglior serie drammatica
- Colombo (Columbo)
- America (America)
- Mannix (Mannix)
- Medical Center (Medical Center)
- Una famiglia americana (The Waltons)

### Miglior serie commedia o musicale
- Arcibaldo (All in the Family)
- M*A*S*H (M*A*S*H)
- Mary Tyler Moore (The Mary Tyler Moore Show)
- Maude (Maude)
- The Sonny and Cher Comedy Hour (The Sonny and Cher Comedy Hour)

### Miglior mini-serie o film per la televisione
- That Certain Summer (That Certain Summer), regia di Lamont Johnson
- Footsteps  (Footsteps), regia di Paul Wendkos
- Truman Capote: la corruzione il vizio e la violenza (The Glass House), regia di Tom Gries
- Kung Fu (Kung Fu), regia di Jerry Thorpe
- A War of Children (A War of Children), regia di George Schaefer

### Miglior speciale TV
- La vita di Leonardo Da Vinci
- The 1972 Summer Olympics
- Playhouse 90  per lo speciale Look Homeward Angel
- The Search for the Nile
- The Undersea World of Jacques Cousteau per l'episodio Forgotten Mermaids

### Miglior attore in una serie drammatica
- Peter Falk - Colombo (Columbo)
- David Hartman - The Bold Ones: The New Doctors (The Bold Ones: The New Doctors)
- William Conrad - Cannon (Cannon)
- Mike Connors - Mannix (Mannix)
- Robert Young - Marcus Welby (Marcus Welby, M.D.)
- Chad Everett - Medical Center (Medical Center)

### Miglior attore in una serie commedia o musicale
- Redd Foxx - Sanford and son (Sanford and Son)
- Carroll O'Connor - Arcibaldo (All in the Family)
- Flip Wilson - The Flip Wilson Show (The Flip Wilson Show)
- Alan Alda - M*A*S*H (M*A*S*H)
- Bill Cosby - The New Bill Cosby Show (The New Bill Cosby Show)
- Paul Lynde - The Paul Lynde Show (The Paul Lynde Show)

### Miglior attrice in una serie drammatica
- Gail Fisher - Mannix (Mannix)
- Anne Jeffreys - The Delphi Bureau (The Delphi Bureau)
- Susan Saint James - McMillan e signora (McMillan & Wife)
- Peggy Lipton - Mod Squad, i ragazzi di Greer (The Mod Squad)
- Ellen Corby - Una famiglia americana (The Waltons)
- Michael Learned - Una famiglia americana (The Waltons)

### Miglior attrice in una serie commedia o musicale
- Jean Stapleton - Arcibaldo (All in the Family)
- Carol Burnett - The Carol Burnett Show (The Carol Burnett Show)
- Julie Andrews - The Julie Andrews Hour (The Julie Andrews Hour)
- Mary Tyler Moore - Mary Tyler Moore (The Mary Tyler Moore Show)
- Beatrice Arthur - Maude (Maude)

### Miglior attore non protagonista in una serie
- James Brolin - Marcus Welby (Marcus Welby, M.D.)
- Rob Reiner - Arcibaldo (All in the Family)
- Harvey Korman - The Carol Burnett Show (The Carol Burnett Show)
- Edward Asner - Mary Tyler Moore (The Mary Tyler Moore Show)
- Ted Knight - Mary Tyler Moore (The Mary Tyler Moore Show)

### Miglior attrice non protagonista in una serie
- Ruth Buzzi - Rowan & Martin's Laugh-In (Rowan & Martin's Laugh-In)
- Sally Struthers - Arcibaldo (All in the Family)
- Audra Lindley - Bridget Loves Bernie (Bridget Loves Bernie)
- Vicki Lawrence - The Carol Burnett Show (The Carol Burnett Show)
- Elena Verdugo - Marcus Welby (Marcus Welby, M.D.)
- Valerie Harper - Mary Tyler Moore (The Mary Tyler Moore Show)
- Susan Dey - La Famiglia Partridge (The Partridge Family)

## Premi onorari
- Golden Globe alla carriera: Samuel Goldwyn
- Henrietta Award
  - Il migliore attore del mondo: Marlon Brando
  - La miglior attrice del mondo: Jane Fonda